# Lijst van spelers van Stuttgarter Kickers
Deze lijst omvat voetballers die bij de Duitse voetbalclub Stuttgarter Kickers spelen of gespeeld hebben. De namen van de spelers zijn alfabetisch gerangschikt.

## A
- Mohamed Abou-Shoura
- Alessandro Abruscia
- Fabio Accardi
- Rainer Ackermann
- Rudolf Ahorn
- Mustafa Akçay
- Abdulsamed Akin
- Jonathan Akpoborie
- Emmanuel Akwuegbu
- Thomas Albeck
- Reiner Alhaus
- Karl Allgöwer
- Ralf Allgöwer
- Marcos Alvarez
- Marc Arnold
- Bohumil Augustin
- Patrick Auracher
- Joseph Aziz

## B
- Alfons Bach
- Lhadji Badiane
- Bentley Baxter Bahn
- Anthony Baffoe
- Richard Baier
- Karlheinz Balzer
- Günther Bär
- Mike Baradel
- Oliver Barth
- Waldemar Barth
- Gunther Baumann
- Fabian Baumgärtel
- Dieter Baur
- Gerhard Bechtold
- Volker Beck
- Frank Becker
- Hubertus Becker
- Ralf Becker
- Yannis Becker
- Arthur Beier
- Markus Beierle
- Nico Beigang
- Sascha Benda
- Roland Benz
- Sven Berkenhagen
- Erich Berko
- Stefan Bethäuser
- Manuel Bihr
- Herbert Binder
- Bastian Bischoff
- Alexander Blessin
- Fredi Bobic
- Franko Bogdan
- Hermann Bohnenberger
- Manfred Bopp
- Ulrich Böpple
- Mourad Bounoua
- Visar Braha
- Marcel Brandstetter
- Stefan Brasas
- Olivier Brassart
- Marvin Braun
- Sandrino Braun
- Carl Breitmeyer
- Andreas Broß
- Ludwig Bründl
- Klaus Brusch
- Guido Buchwald
- John Buhl
- Leo Bunk
- Hermann Bürkle

## C
- Marco Calamita
- Eberhard Carl
- Giuseppe Carnevale
- Cássio
- Joachim Cast
- Giuseppe Catizone
- Juan Cayasso
- Wayne Cegielski
- Ferhat Cerci
- Paulo César
- Marcel Charrier
- Niko Chatzis
- Waldemar Cimander
- Edmund Conen
- Gianni Coveli
- Albert Cozza
- Pal Csernai

## D
- Dieter Dannenberg
- Benedikt Deigendesch
- Panagiotis Deligiannidis
- Helmut Deuschle
- Erwin Deyhle
- Kevin Dicklhuber
- Alessandro Di Martile
- Herbert Dienelt
- Wolfgang Dienelt
- Oliver Dittberner
- Dirk Dittrich
- Dieter Dollmann
- Timo Dörflinger
- Erich Dreher
- Uwe Dreher
- Björn Dreyer
- Sean Dundee
- Axel Dünnwald-Metzler
- Alexander Dürr

## E
- Hans Eberle
- Harald Ebertz
- Bernd Eckhardt
- Manfred Eglin
- Rainer Eisenhardt
- Frank Elser
- Daniel Engelbrecht
- Thomas Epp
- Ferdi Er
- Ernst Euchenhofer
- Kai-Bastian Evers

## F
- Arthur Farh
- Hans Fauser
- Emil Feiler
- Jasmin Fejzic
- Dirk Fengler
- Royal Fennell
- Bugeker Feridun
- Cristian Fiél
- Dieter Finke
- Jens-Peter Fischer
- Manuel Fischer
- Martin Fischer
- Reinhold Fischer
- Egon Flad
- Ernst Flaig
- Dirk Flock
- Erwin Förschler
- Ralf Forster
- Eugen Frey
- Gert Fröhlich
- Uli Frommer
- Uwe Fuchs
- Helmut Fürther

## G
- Marco Gaiser
- Rolf Gaißmaier
- Danny Galm
- Bashiru Gambo
- Otto Garhofer
- Boris Gatzky
- Rolf Geiger
- Şaban Genişyürek
- Thomas Gentner
- Borislav Georgiev
- Rolf Gerstenlauer
- Fabian Gerster
- Klaus Gjasula
- Patrick Glöckner
- Hubert Gloger
- Friedrich Goll
- Jerôme Gondorf
- Janusz Gora
- Manfred Gorgus
- Kurt Goth
- Bernd Grabosch
- Siegfried Gräter
- Michael Grauer
- Giuseppe Greco
- Harald Greifenegger
- Gregor Grillemeier
- Rolf Grimm
- Paul Grischok
- Peter Gromer
- Werner Gromer
- Nicolai Groß
- Dieter Großmann
- Christian Grujičić
- Bernhard Grünfeld
- Leo Grünfeld
- Marco Grüttner
- Lothar Grziwok
- Heiko Gumper
- Gökhan Gümüssu
- Günay Güvenc

## H
- Hermann Haarer
- Andreas Hägele
- Tobias Hägele
- Hartmuth Hahn
- Stefan Hampl
- Herbert Handschuh
- Paul Handte
- János Hanek
- Ingo Hanselmann
- Jens Härter
- Manuel Hartmann
- Horst Haug
- Hartmut Haupt
- Rolf Hauser
- Willi Häußler
- Horst Hayer
- Günter Heberle
- Herbert Heider
- Michael Heilemann
- Hans Hein
- Werner Heinrich
- Johann Herberger
- Kurt Herget
- Edmund Herr
- Theodor Herrmann
- Steffen Herzberger
- Jürgen Heselschwerdt
- Paul Hesselbach
- Norbert Heugl
- Ludwig Hinterstocker
- Gerhard Hinz
- Ari Hjelm
- Peter Hobday
- Walter Höchenberger
- Robert Hofacker
- Bernd Hoffmann
- Wolfgang Höflinger
- Ludwig Hofmeister
- Dietmar Hohn
- Wolfgang Holoch
- Adolf Höschle
- Demir Hotic
- Benjamin Huber
- Werner Huber
- Walter Hüttenhofer

## I
- Nermin Ibrahimović
- Uwe Igler
- José-Alex Ikeng
- Matthias Imhof
- Franz Immig
- Gaetano Intemperante
- Andreas Ivan
- Marcel Ivanusa

## J
- Reinhold Jackstell
- Armin Jäger
- Helmut Jahn
- Klaus Jakobi
- Milomir Jakovljevic
- Saša Janić
- Klaus-Dieter Jank
- Omar Jatta
- Arthur Jeske
- Ladislav Jirasek
- Slaven Jokić
- Edisson Jordanov
- Predrag Jovanovic
- Demis Jung
- Zdenko Jurić

## K
- Sokol Kacani
- Alfred Kaiser
- Daniel Kaiser
- Ramazan Kandazoglu
- Nico Kanitz
- Laszlo Kanyuk
- Jürgen Kanzleiter
- Adem Kapič
- Sven Kegel
- Joachim Kehl
- Andreas Keim
- Reinhold Kellenbenz
- Anton Keller
- Walter Kelsch
- Nico Kemmler
- Joshua Kennedy
- Willi Keßler
- Ralf Kettemann
- Carsten Keuler
- Adnan Kevric
- Roland Kimmerle
- Karl Kindl
- Eugen Kipp
- Maik Kischko
- Bernd Klaus
- Carl Klaus
- Andreas Kleinhansl
- Stefan Kleyer
- Jürgen Klinsmann
- Mario Klotz
- Kazimierz Kmiecik
- Gerd Knoblauch
- Marco Koch
- Michael Koch
- Ronny Kockel
- Sebastian Kolbe
- Lukas Königshofer
- Simon Köpf
- Tayfun Korkut
- Tino Köstel
- Karl-Heinz Kott
- Walter Kotz
- Marko Kovač
- Andreas Krause
- Markus Krauss
- Urbel Krauß
- Hans Krebs
- Kurt Kremm
- Sven Kresin
- Franz Krezdorn
- André Kriks
- Christian Kritzer
- Kurt Kronenbitter
- Siegfried Kronenbitter
- Rudolf Kröner
- Christian Kuhn
- Joachim Kühn
- Michael Kuhn
- Stefan Kuhn
- Paul Kühnle
- Karel Kula
- Michael Kümmerle
- Christoph Kunze
- Rainer Kuppinger
- Toni Kurbos
- Dirk Kurtenbach
- Erwin Kurz
- Rudolf Kurz
- Rudolf Kuznezow

## L
- Antun Labak
- Carsten Lakies
- Siegfried Lambor
- Erich Lampert
- Josip Landeka
- Daniel Lang
- Erich Langjahr
- Marco Langner
- Kurt Laue
- Kari Laukkanen
- Kurt Lauxmann
- Nicolas Leblanc
- Rolf Lechler
- Lasse Lehmann
- Hans-Martin Leili
- Julian Leist
- Heinz Lettl
- Fabio Leutenecker
- Ede Lieb
- Ernst Lindner
- Karl Link
- Otto Löble
- Paul Locher
- Erwin van de Looi
- Markus Lösch
- Rolf Lübke
- Krešimir Lukić

## M
- Günther Mäder
- Dieter Maier
- Hans Maier
- Paul Makar
- Veljko Malbasic
- Alexander Malchow
- Stefan Maletić
- Hellmut Maneval
- Ruoff Manfred
- Marcus Mann
- Vincenzo Marchese
- Carsten Marell
- Jago Maric
- Tomislav Marić
- Marcus Marin
- Walter Mattheis
- Paul Mauch
- Viktor Mäulen
- Willy Mayer
- Stefan Meissner
- Markus Mendler
- Andreas Merkle
- Eugen Merkle
- Karl Merz
- Mirnes Mesic
- Albert Meßner
- Patrick Milchraum
- Stefan Minkwitz
- Dimitrios Moutas
- Karl-Heinz Mrosko
- Rudolf Mühleisen
- Eckhard Müller
- Gerrit Müller
- Joachim Müller
- Korbinian Müller
- Uwe Müller
- Walter Müller
- Werner Müller
- Marko Mutapčić
- Stephané Mvibudulu

## N
- Jérémie N'Jock
- Willi Nagel
- Bajram Nebihi
- Karsten Neitzel
- Winfried Neuhäuser
- Kristian Nicht
- Werner Nickel
- Max Niederbacher
- Jochen Novodomsky
- Niclas Nyhlén

## O
- Eric Obinna
- Christian Okpala
- Detlef Olaidotter
- Andre Olveira
- Markus Ortlieb
- Runald Ossen
- Albert Oßwald
- Walter Oßwald
- Hans Oswald
- Ernst Otterbach
- Otto Otterbach
- Mustafa Özkan

## P
- Tobias Pachonik
- Jens Paeslack
- Ali Pala
- Vincenzo Palumbo
- Mustafa Parmak
- Manfred Paul
- Otmar Pellegrini
- Marek Penksa
- Osman Per
- Franco Petruso
- Richard Pfeffer
- Walter Pfeiffer
- Alexander Pflum
- Ludwig Pflum
- Achim Pfuderer
- Nico Plattek
- Markus Pleuler
- Erhan Polat
- Vladimir Popović
- Rainer Potschak
- Dirk Prediger
- Preto
- Karl-Heinz Prinz
- Werner Protzel

## R
- Suad Rahmanovic
- Sead Ramović
- Darko Ramovs
- Marcel Rapp
- Torsten Raspe
- Heinz Rath
- Horst Raubold
- Dieter Rebsch
- Robert Redl
- Karl Reich
- Manfred Reiner
- Wilhelm Reisinger
- Thorsten Reiß
- Claus Reitmaier
- Thomas Remark
- Dieter Renner
- Daniel Reule
- Bruno Ribke
- Thomas Richter
- Hans-Peter Riester
- Hans Rigotti
- Horst Ritter
- Thomas Ritter
- Michele Rizzi
- Dominique Rodrigues
- Luis Rodrigues
- Mario Rodriguez
- Manfred Rombach
- Alexander Rosen
- Werner Roth
- Batista Rubim
- Dennis Rudel
- Richard Rüdinger
- Ralf Rueff
- Erwin Ruf
- Helmut Rühle
- Tobias Rühle
- Gino Russo

## S
- Daniel Sager
- Josef Saile
- Markus Sailer
- Dominik Salz
- Manuel Salz
- Gottfried Sälzler
- Frank Sandrisser
- Bernd Santl
- Rouven Sattelmaier
- Mahir Savranlioglu
- Erkan Savun
- Horst Schad
- Bernd Schäfer
- Max Schäfer
- Peter Schäffler
- Horst Schairer
- Reinhard Schaletzki
- Rainer Scharinger
- Rudolf Schefold
- Wolfgang Scheuring
- Jürgen Schieck
- Alois Schindler
- Bernd Schindler
- Rolf Schips
- Timo Schlabach
- Niels Schlotterbeck
- Erich Schmeil
- Hellmut Schmeißer
- Christian Schmidt
- Pascal Schmidt
- Jörn Schmiedel
- Rainer Schmitt
- Marcus Schneck
- Rudolf Scholz
- Frieder Schömezler
- Alfred Schön
- Werner Schopp
- Marcel Schreiber
- Karl-Heinz Schroff
- Günther Schuh
- Peter Schuhkraft
- Wolfgang Schüler
- Peter Schulz
- Walter Schumacher
- Peter Schumann
- Michael Schürg
- Dieter Schurr
- Alois Schwartz
- Alfred Schwarzer
- Christian Schwend
- Christian Schwinger
- Zoltán Sebescen
- Georg Seeger
- Karl Segelbacher
- Harald Seiffer
- Kujtim Shala
- Yu Shimamura
- Thomas Siegmund
- Oskar Siffling
- Silvinho
- Albert Sing
- Gratas Sirgėdas
- André Sirocks
- Petar Slišković
- Orlando Smeekes
- Ivica Smid
- Mikhail Smirnov
- Jörg Sobiech
- Hermann Sodermanns
- Sven Sökler
- Siegfried Sommer
- Elia Soriano
- Günter Sosna
- Peter Sprung
- Adrian Spyrka
- Rudolf Staab
- Heribert Stadler
- Thorben Stadler
- Hendrik Starostzik
- Peter Starzmann
- Rolf Steeb
- Egon Stehlik
- Marc Stein
- Alfred Steinkirchner
- Werner Steinkirchner
- Moritz Steinle
- Max Sterk
- Peter Stichler
- Rolf Stickroth
- Oliver Stierle
- Peter Stopper
- Gianmario Strambace
- Oliver Straube
- Josef Strauß
- Christian Streich
- Ralf Strogies
- Friedhelm Sturm
- Oliver Sturm
- Siegfried Susser

## T
- Knut Tagliaferri
- Reinhold Tattermusch
- Klaus Täuber
- Dragan Terzic
- Rainer Thiel
- Ernst Tippelt
- Kaan Tosun
- Franz-Josef Toth
- Hans Trapp
- Torsten Traub
- Sascha Traut
- Hans-Joachim Treder
- Marek Trejgis
- Florian Treske
- Marco Tucci
- Thomas Tuchel
- Mijo Tunjić
- Josip Turcik
- Philip Türpitz
- Oliver Tuzyna

## U
- Oskar Ueberich
- Gustav Unfried
- Anton Unseld
- Lajos Urban

## V
- Angelo Vaccaro
- Nikolaos Vassiliou
- Hermann Vetter
- Denis Videc
- Sandro Villani
- Wilfried Vogel
- Fritz Vogler
- Hans-Jürgen Voise
- Marc Volke
- Werner Vollack
- Ralf Vollmer
- Erwin Vosseler
- Petr Vrabec

## W
- Daniel Wagner
- Peter Wagner
- Helmut Wahler
- Erwin Waldner
- Thomas Walter
- Werner Walter
- Eugen Walz
- Hans Walz
- Dieter Warken
- Rudolf Warzecha
- Manfred Weber
- Robert Weiler
- Werner Weingärtner
- Gerd Weinmann
- Markus Weinzierl
- Lothar Weise
- Jürgen Weiß
- Werner Weiß
- Werner Weist
- Erich Weixler
- Thomas Weller
- Klaus Welz
- Walter Welz
- Rico Wentsch
- Heinz Wendel
- Peter Wenzel
- Clemens Wieczorek
- Martin Wiesner
- Marco Wildersinn
- Horst Will
- Danny Winkler
- Thomas Winter
- Karl Witt
- Wolfgang Wolf
- Wolfgang Wolter
- Andreas Wonschick
- Thorsten Wörsdörfer
- Dirk Wüllbier
- Klaus Wunder
- Wolfgang Wunder
- Georg Wunderlich
- Herrmann Wünsch

## Y
- Mallam Yahaya
- Senol Yazici
- David Yelldell
- Recep Yildiz
- Ugur Yilmaz
- Ali-Rıza Yılmaz

## Z
- Werner Zandt
- Helmut Zatopek
- Ferdinand Zechmeister
- Xaver Zembrod
- Torsten Ziegner
- Thomas Ziller
- Mark Zimmermann
- Michael Zimmermann
- Ralf Zimmermann
- Tomislav Živić